# Verzorgingsplaats Brembo
De Verzorgingsplaats Brembo is een verzorgingsplaats in Italië langs de A4 tussen Milaan en Bergamo.
De verzorgingsplaats is geopend in 1962 als verzorgingsplaats Osio en was het derde brugrestaurant van de Italiaanse keten Pavesi. De autostrada tussen Milaan en Bergamo werd geopend op 24 september 1927 eerst als tweestrooks- en later als driestrooksweg. Na de Tweede Wereldoorlog ging de Italiaanse koekjesfabrikant Pavesi ook wegrestaurants exploiteren, de derde vestiging opende in 1955 in Bergamo. Eind jaren 50 werd besloten om de A4 om te bouwen tot autosnelweg met gescheiden rijbanen. 
Als gevolg hiervan besloot Pavesi tot vervanging van zijn twee wegrestaurants langs de A4, door brugrestaurants, zodat automobilisten in beide richtingen de restaurants konden bezoeken. Osio verving het enkele kilometers oostelijker gelegen restaurant te Bergamo. Het brugrestaurant is een vrijwel exacte kopie van dat in Novara. Huisarchitect Bianchetti ontwierp een brugrestaurant in gewapend beton met een dakterras en magazijnruimte op het dak. De autostrada kent inmiddels acht rijstroken, de verzorgingsplaats is in 1972 omgedoopt in Brembo, genoemd naar de nabijgelegen rivier. Pavesi is onderdeel van de keten Autogrill geworden. 